# ガルム (タジキスタン)
ガルム（タジク語: Ғарм、英: Gharm）は、タジキスタン共和国の共和国直轄地内のラシュト地区にある町。タジク・ソビエト社会主義共和国時代のうち1955年まではガルム州があり、その州都でもあった。その後、ガルム州はゴルノ・バダフシャン自治州や共和国直轄地の管轄に移されて消滅した。
1920年代には、反ソ連のバスマチ蜂起の中心地の1つとなった。1950年代には住民の多くが政府により強制的にタジキスタン西部に移住させられた。これらの人はガルム人(Garmis)と呼ばれ、独自の民族性を守ってきた。1992年にタジキスタン内戦が起こると、ガルム人はイスラム勢力の反政府軍に参画、町は反政府軍が治めたため、政府側の民族浄化の犠牲となった。